# Jean Turcan
Pour les articles homonymes, voir Turcan.
Jean Turcan, né le 13 septembre 1846 à Arles et mort dans la même ville le 3 janvier 1895, est un sculpteur français.

## Biographie

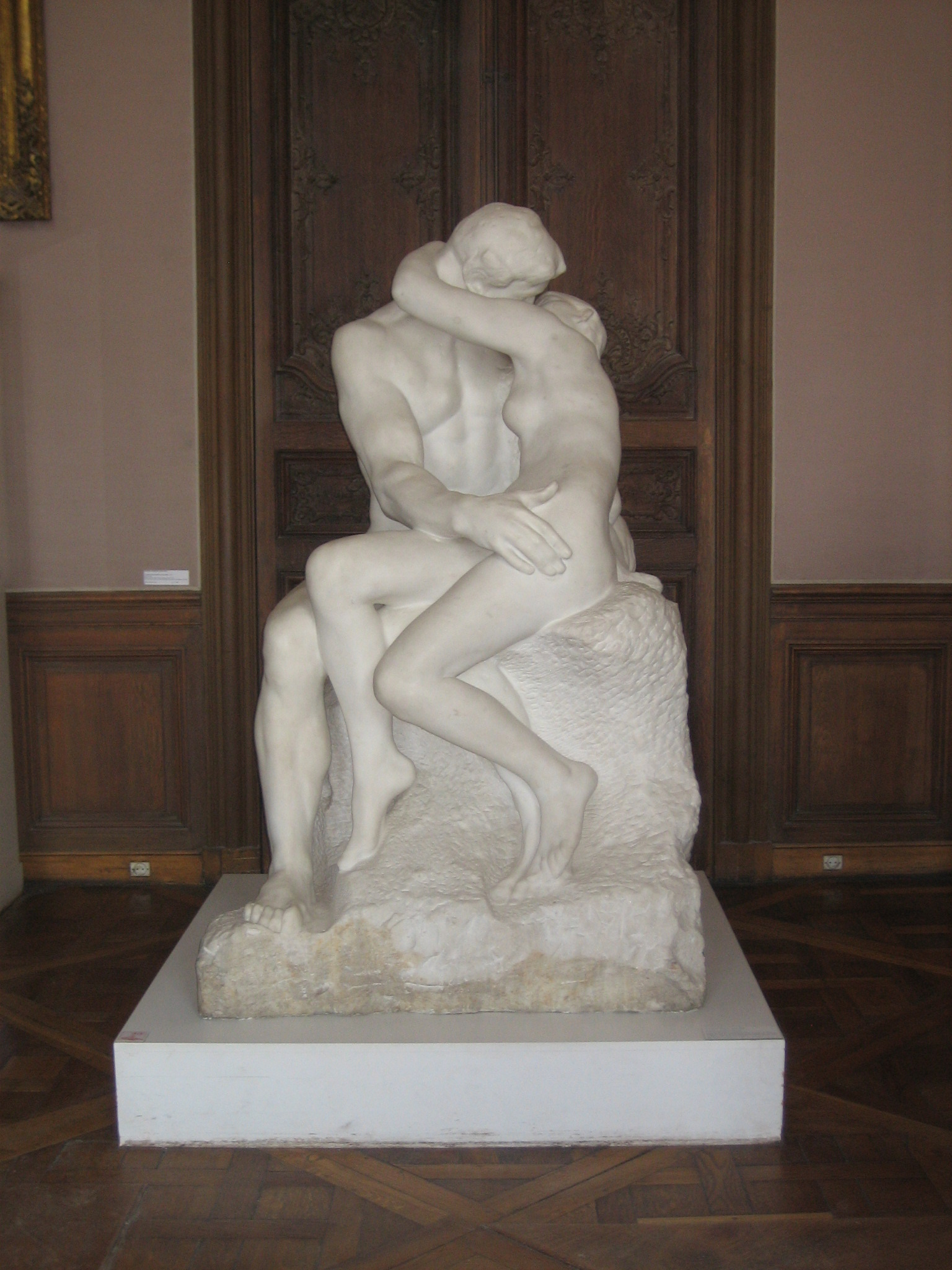
Auguste Rodin, Le Baiser (1886), Paris, musée Rodin. Pratique du marbre par Jean Turcan.

Jean Turcan est le fils d'André Turcan, emballeur de farine, et de Catherine Isidore, domiciliés rue des Vinatiers à Arles. Sculpteur réputé en Provence, il est l'élève de Jules Cavelier et travaille comme praticien pour Auguste Rodin, notamment pour Le Baiser.
Il expose son Ganymède au Salon de 1878 et reçoit le deuxième prix pour cette œuvre. Au Salon de 1883, L'Aveugle et le Paralytique lui vaut la consécration et le premier prix. Il est nommé chevalier de la Légion d'honneur en 1888.
En 1889, il sculpte le Monument au général Berge, érigé à Collioure. La même année, Turcan reçoit le grand prix de l'exposition organisée par Le Courrier français pour son Monument à Carnot. Il sculpte les figures en pierre du Monument aux Mobiles (1894) à Marseille.
Jean Turcan meurt le 3 janvier 1895.

## Œuvres
- 1878 : Ganymède, plâtre.
- 1879 : Ganymède, bronze, Aix-les-Bains, parc des thermes, envoyé à la fonte sous le régime de Vichy[4].
- 1881 : Portrait de M. F. F., buste en plâtre.
- 1881 : Portrait de M. E. D., buste en plâtre.
- 1882 : Le Général Hoche, buste en plâtre.
- 1882 : Portrait de Mme L. B., buste en plâtre.
- 1883 : Porteuse d'eau, statue en bronze.
- 1883 : L'Aveugle et le Paralytique, groupe en plâtre. Une épreuve en bronze érigée en 1901 devant l'École des beaux-arts de Marseille a été envoyé à la fonte sous le régime de Vichy[5].
- 1884 : Portrait de M.***, buste en plâtre.
- 1885 : Enfant, buste en plâtre.
- 1886 : Portrait de Jean-Antoine-Marie Idrac, buste en marbre, Musée des Augustins de Toulouse[6].
- 1887 : Portrait de M. F., buste en plâtre.
- 1888 : Portrait de Pierre Charron, plâtre, musée Camille-Claudel, Nogent-sur-Seine[7]
- 1888 : L'Aveugle et le Paralytique, groupe relié en marbre, 234 × 115 x 118 cm, archidiocèse d'Arles[8].
- 1888 : Buste de Clément Marot, Cahors, musée Henri-Martin[9]. Une épreuve en bronze orne le Monument à Clément Marot (1904), œuvre de Denys Puech et Luc-Olivier Merson, Cahors, place Clément-Marot[10].
- 1889 : Carnot.
- 1889 : Portrait de Mme O..
- 1891 : La Peinture, statue en marbre[11].
- 1892 : La France armée, statue en plâtre.
- 1893 : La France armée, statue en marbre.
- 1894 : Monument aux Mobiles, ou Monument aux enfants des Bouches-du-Rhône, bronze, Marseille, quinconce des allées de Meilhan[12].

## Galerie

Œuvres de Jean Turcan
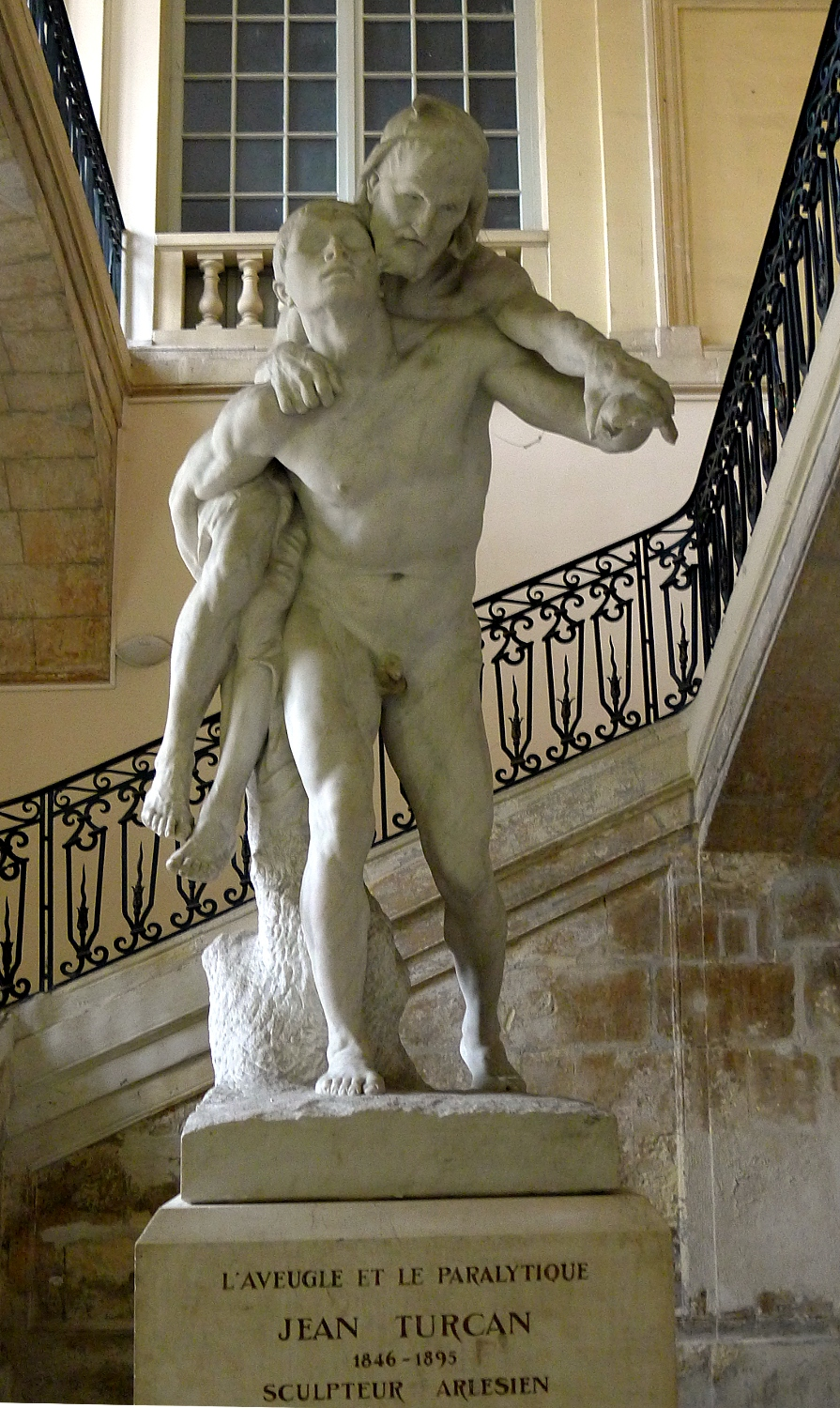
L'Aveugle et le Paralytique (1883), archidiocèse d'Arles.
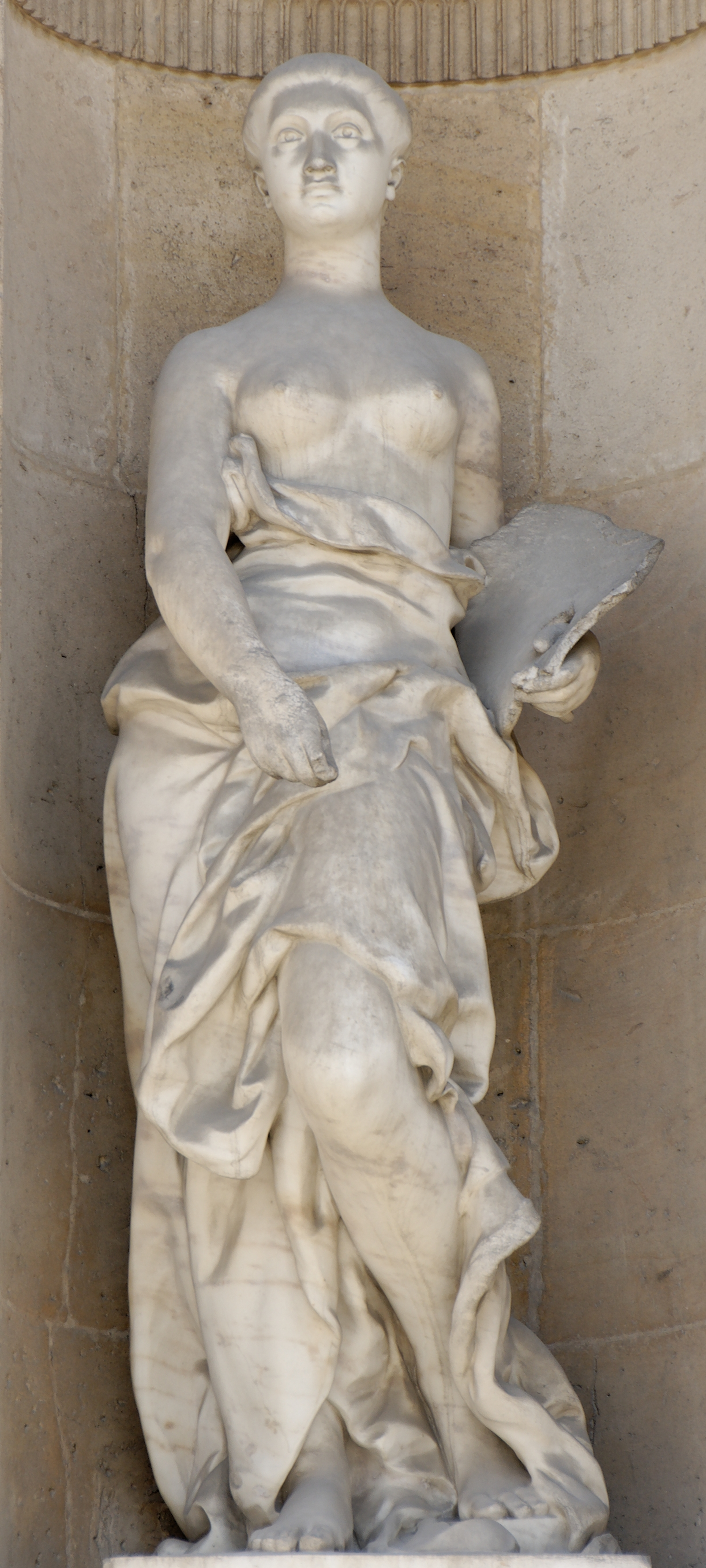
La Peinture (1891), Paris, palais du Louvre, façade est de la Cour carrée.
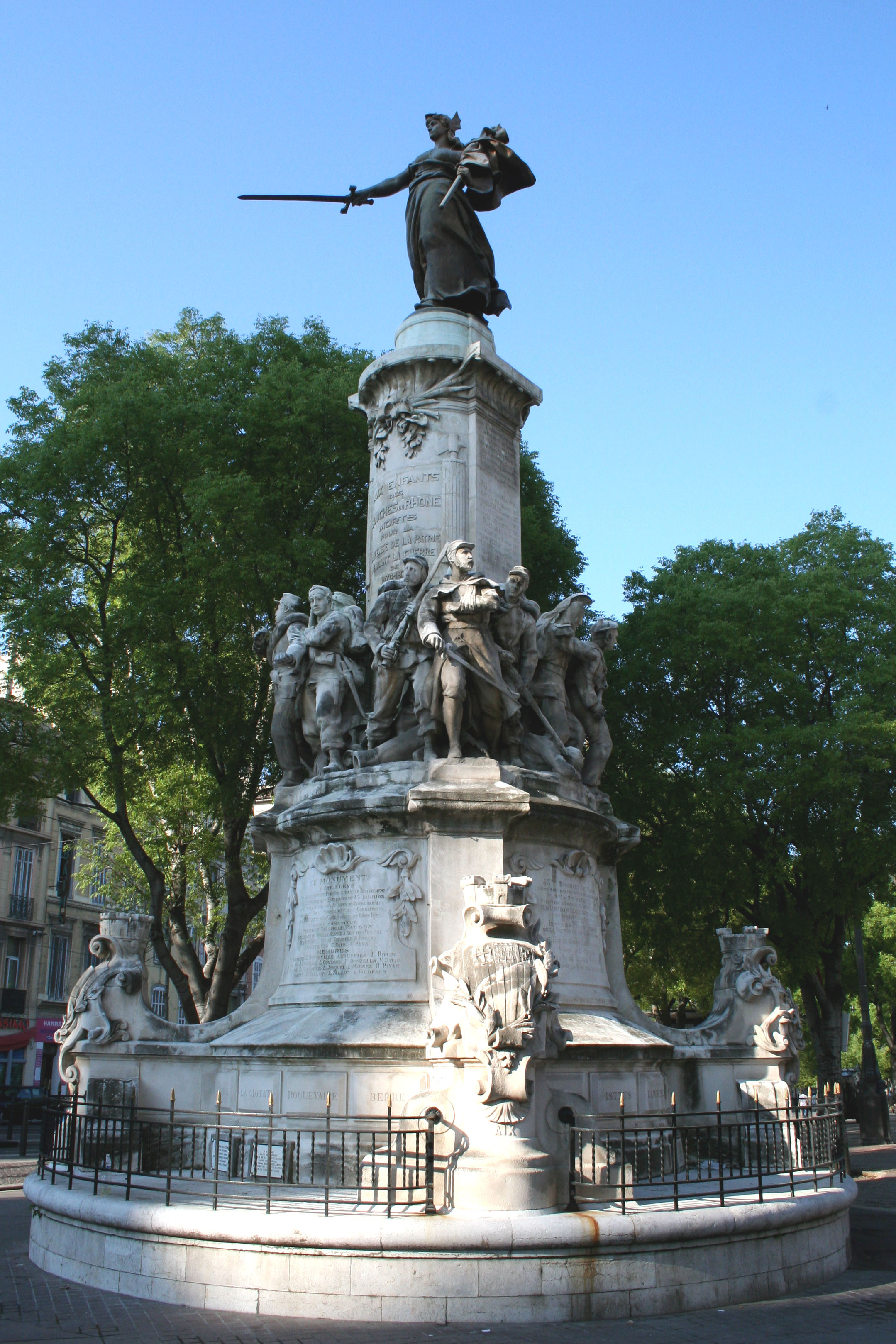
Monument aux Mobiles (1894), Marseille, allées de Meilhan.